# Ihara Masami
Ihara Masami (sinh ngày 18 tháng 9 năm 1967) là một cầu thủ bóng đá người Nhật Bản.

## Đội tuyển bóng đá quốc gia Nhật Bản
Ihara Masami thi đấu cho đội tuyển bóng đá quốc gia Nhật Bản từ năm 1988 đến 1999.

## Thống kê sự nghiệp
| Đội tuyển bóng đá Nhật Bản | Đội tuyển bóng đá Nhật Bản | Đội tuyển bóng đá Nhật Bản |
| Năm                        | Trận                       | Bàn                        |
| -------------------------- | -------------------------- | -------------------------- |
| 1988                       | 5                          | 0                          |
| 1989                       | 11                         | 0                          |
| 1990                       | 6                          | 0                          |
| 1991                       | 2                          | 0                          |
| 1992                       | 11                         | 0                          |
| 1993                       | 15                         | 2                          |
| 1994                       | 9                          | 1                          |
| 1995                       | 16                         | 1                          |
| 1996                       | 13                         | 0                          |
| 1997                       | 21                         | 1                          |
| 1998                       | 10                         | 0                          |
| 1999                       | 3                          | 0                          |
| Tổng cộng                  | 122                        | 5                          |